# Área nuclear olmeca

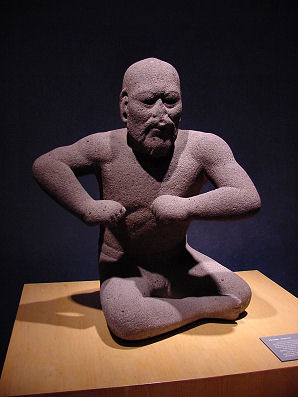
"O Lutador", incomum pela sua "dinâmica", foi descoberto em Arroyo Sonso.

A área nuclear olmeca corresponde à porção meridional da região costeira mexicana do golfo do México entre os montes Tuxtlas e o sítio arqueológico olmeca de La Venta, estendendo-se por cerca de 80 km para o interior desde o ponto mais interior da linha de costa do golfo do México. É hoje, como era no tempo do apogeu da civilização olmeca, uma zona de floresta tropical, atravessada por rios sinuosos.

A área nuclear olmeca. Os pontos amarelos representam antigos sítios habitados, enquanto que os pontos vermelhos representam achados arqueológicos isolados dissociados de qualquer povoamento antoigo.

A maioria dos investigadores consideram que a área nuclear olmeca foi o berço da cultura olmeca que se disseminou pela Mesoamérica desde 1500 a.C. até aproximadamente 500 d.C. Esta área é também referida pelo nome Olman.
Os principais sítios da área nuclear olmeca são:
- San Lorenzo Tenochtitlán
- La Venta
- Tres Zapotes
- Laguna de los Cerros - o menos estudado e menos importantes dos sítios principais.

Entre os sítios mais pequenos incluem-se:
- El Manatí, um paul sacrificial olmeca.
- El Azuzul, na orla sul da área de San Lorenzo.
- San Andrés, próximo de La Venta.

Entre as descobertas mais importantes feitas na área nuclear olmeca não associadas a qualquer sítio arqueológico contam-se:
- "O Lutador", uma estátua de basalto descoberta em Arroyo Sonso (ver imagem).
- Monumento 1 de Las Limas, descoberto por duas crianças.
- Monumento 1 de San Martín Pajapan, descoberto no alto das encostas do vulcão San Martín Pajapan.